# سرتشلوسكان سفلي (مقاطعة تشرداول)
سرتشلوسكان سفلي (بالفارسية: سرچلوسکان سفلی) هي قرية تقع في قسم زردلان الريفي (مقاطعة تشرداول) في إيران. يقدر عدد سكانها بـ 128 نسمة بحسب إحصاء 2016.